# Ad Hoc Networks
Ad Hoc Networks is een internationaal, aan collegiale toetsing onderworpen wetenschappelijk tijdschrift op het gebied van de informatiesystemen en de telecommunicatie. De naam wordt in literatuurverwijzingen meestal afgekort tot Ad Hoc Netw.. Het wordt uitgegeven door Elsevier en verschijnt 4 keer per jaar.